# Sorbus kurzii
Sorbus kurzii är en rosväxtart som först beskrevs av David Allan Poe Watt och David Prain, och fick sitt nu gällande namn av Schneid.. Sorbus kurzii ingår i släktet oxlar, och familjen rosväxter. Inga underarter finns listade i Catalogue of Life.